# Siemieniówki
Siemieniówki (917 m) – rozległa przełęcz w Paśmie Radziejowej w Beskidzie Sądeckim. Znajduje się w grzbiecie łączącym Beskid Sądecki z Małymi Pieninami poprzez przełęcz Rozdziele. Na odcinku od Przełęczy Gromadzkiej do przełęczy Rozdziele wyróżnia się w nim kolejno 4 bardzo niewybitne szczyty: Kobylarka (935 m), Hurcałki (938 m), przełęcz Siemieniówki, Syhła (935 m) i Szczob (920 m). Grzbietem tym biegnie granica polsko-słowacka.
Rejon przełęczy jest równy, ale w pewnej odległości od niego zachodni (polski) stok przełęczy opada do doliny potoku Biała Woda, wschodni (słowacki) do doliny potoku Wielki Lipnik. Polski stok należy do miejscowości Jaworki w powiecie nowotarskim, w gminie miejsko-wiejskiej Szczawnica, słowacki do Litmanowej.

## Piesze szlaki turystyczne
niebieski, odcinek: Jaworki – przełęcz Rozdziele – Przełęcz Gromadzka.